# Nancho Novo
Venancio Manuel Jesús Novo Cid-Fuentes (La Coruña, 17 de septiembre de 1958), más conocido como Nancho Novo, es un actor y cantante español. Estudió Medicina en Santiago de Compostela, pero en mitad de la carrera lo dejó. Se desplazó a Madrid para incorporarse a la Escuela de Arte Dramático y Danza. Combina su carrera de actor con la de cantante, compositor y guitarrista de Rock en el grupo Los castigados sin postre. También ha realizado varios monólogos como humorista en El Club de la Comedia. Desde la temporada 2009-2011 colabora en el programa radiofónico de Radio Madrid, Hoy por Hoy Madrid que dirige y presenta la periodista Marta González Novo y que se emite todos los días de 12:20 del mediodía a 14:00 de la tarde. (Nancho Novo está todos los viernes a las 13.00)

## Filmografía
- La ardilla roja de Julio Médem (1993)
- Todos los hombres sois iguales de Manuel Gómez Pereira (1994)
- La flor de mi secreto de Pedro Almodóvar (1995)
- Dile a Laura que la quiero (1995)
- Tierra de Julio Médem (1995)
- La Celestina (1996)
- Tengo una casa (1996)
- Más que amor frenesí (1996)
- Hazlo por mi (1997) de Angel Fernández Santos
- Finisterre (1998)
- Los amantes del círculo polar de Julio Médem (1998)
- Tierra del Fuego de Miguel Littín (2000)
- María, Madre de Jesús de Fabrizio Costa (2000)
- Amor, curiosidad, prozac y dudas (2000)
- El lápiz del carpintero de Antón Reixa (2002)
- Sex de Antonio Dyaz (2003)
- Astronautas de Santi Amodeo (2003)
- Somne de Isidro Ortiz (2005)
- Sinfín de Manuel Sanabria y Carlos Villaverde (2005)
- El año que trafiqué con mujeres de Jesús Font (2005)
- Hotel Tívoli de Antón Reixa (2006)
- Tuya siempre de Manuel Lombardero (2007)
- Pudor de Tristán Ulloa y David Ulloa (2007)
- El joven Paulo Coehlo de Daniel Augusto (2014)
- Tres días en Pedro Bernardo de Daniel Sánchez Andrés (2014)
- Hombre muerto no sabe vivir de Ezekiel Montes (2021)

## Televisión

### Series de Televisión
- Gatos en el tejado (1988, 1 episodio)
- Brigada central (1989, 1 episodio) como Traficante
- La mujer de tu vida (1990, 1 episodio) como Fermín
- Brigada central II: La guerra blanca (1992, 1 episodio) como Drogadicto
- Hermanos de leche (1994, 1 episodio)
- Los ladrones van a la oficina (1995-1996, 2 episodios) como Francisco "Paco"
- Qué loca peluquería (1996, 11 episodios) como "El Canino"
- Raquel busca su sitio (2000, 27 episodios) como Manuel
- Un chupete para ella (2001, 1 episodio) como Luis Santos
- A medias (2002, 10 episodios) como Andrés
- El síndrome de Ulises (2007-2008, 26 episodios) como Cristóbal Cabrero
- Cuéntame cómo pasó (2014, 2017, 2 episodios) como Onofre Ortega
- El Ministerio del Tiempo (2016, Capítulo 20) como don Fadrique
- Web Therapy (2016, 7 episodios) como Francisco "Quico" Montijo
- Amar es para siempre (2016-2017; 2018) como Félix Novoa Pérez
- Sé quién eres (2017, 16 episodios) como Ramón Saura
- Fariña (2018, 1 episodio) como Juez
- Néboa (2020, 1 episodio) como Teniente Ferro
- Besos al aire (2021, 2 episodios) como Pedro
- La cocinera de Castamar (2021, 8 episodios) como Hernaldo de la Marca
- Los herederos de la tierra (2022, 8 episodios)
- Los pacientes del doctor García, como Fortunato Quintanilla
- Sueños de libertad, como Damián de la Reina
- Regreso a Las Sabinas, como Emilio Molina (2024 - 2025, 70 episodios)
- Galgos, (2024, episodio 5)como Aurelio.

### Programas de Televisión
- 3x4 (1990, en 1 ocasión), La 1
- Cartelera (1994, en 1 ocasión) La 1
- El concursazo (1998, en 1 ocasión), Telecinco
- ¿Cuánto Cuesta? (1999, en 1 ocasión), La 1
- Lo + plus (2000, 2002, 2004, en 3 ocasiones) Canal +
- El Club de la Comedia (2000-2004, en 15 ocasiones), la Sexta
- ¿Quiere ser millonario? (2001, 1 ocasión), Telecinco
- Versión Española (2001-2002, 2009) La 1
- La noche... con Fuentes y Cía (2002, en 1 ocasión) Telecinco
- No tenim criteri (2003, en 1 ocasión)
- Toni Rovira y tú (2003, en 1 ocasión)
- Pasapalabra (2003, 2007, 2009, en 9 ocasiones) Antena 3/Telecinco
- Channel nº4 (2005, en 1 ocasión) Cuatro
- Noche Hache (2006, en 1 ocasión) Cuatro
- La mandrágora (2006-2007, en 3 ocasiones) La 1
- Buenafuente (2006, 2008, 2010, en 3 ocasiones) La Sexta
- Los irrepetibles (2007) La Sexta
- Acompáñenos (2008, en 1 ocasión) TVG
- Sé lo que hicisteis... (2010, en 1 ocasión) La Sexta
- Cine de Barrio (2012, en 1 ocasión) La 1
- Torres y Reyes (2013, en 1 ocasión) La 1
- Ilustres Ignorantes (2014, en 1 ocasión) Canal +
- ¡Atención obras! (2015, en 1 ocasión) La 2

## Teatro

### Como actor
- El hombre deshabitado (1988), de Rafael Alberti. Dirigida por Emilio Hernández.
- Malayerba, de R. Mendizábal. Dirigida por Eduardo Fuentes.
- Hazme de la noche un cuento de Jorge Márquez. Dirigida por Manuel Collado.
- Los buenos días perdidos, de A. Gala. Dirigida por A.F. Montesinos.
- Don Juan Tenorio, de José Zorrilla. Dirigida por Ángel Facio.
- Morirás de otra cosa. Dirigida por Manuel Gutiérrez Aragón.
- Muelle oeste, de Koltés. Dirigida por Carmen Portaceli.
- Como los griegos, de S. Berkoff. Dirigida por Guillermo Heras.
- Aquelarre y noche roja de Nosferatu, de Francisco Nieva. Dirigida por Guillermo Heras.
- Trainspotting, de I. Welsh. Dirigida por Eduardo Fuentes.
- Popcorn, de Ben Elton. Dirigida por Juanma Bajo Ulloa.
- 5hombres.com
- Lisístrata (2007), de Aristófanes
- Defendiendo al cavernícola. Dirigida por Marcus von Watchel.
- Nunca es fácil, de Jean Claude Islert. Dirigida por Juan José Alfonso.
- Sobre flores y cerdos. Dirigida por Nancho Novo
- Los cuernos de don Friolera. Dirigida por Ángel Facio

### Como director
- Voyeur, de M. Ripoll.
- Maldita seas, de Nancho Novo.
- El cyborg, de Nancho Novo.
- Maloficio, de Nancho Novo.
- Sobre flores y cerdos, de Nancho Novo.
- Un crimen en el cielo, de Nancho Novo.
- Sombra de perro, de Nancho Novo.

## Discos
- Confieso que he bebido
- Con mucha suavidad

## Giras
- Con mucha suavidad

## Premios y nominaciones (5 & 3)
1993
- Premio de la Unión de Actores a la Mejor interpretación revelación por La ardilla roja.

1996
- Nominación a los Premios Anuales de la Academia "Goya" al Mejor actor de reparto por La Celestina.
- Premio de la Unión de Actores a la Mejor interpretación secundaria de cine por La Celestina.

1998
- Premio al Mejor actor en el Festival Internacional de Cine do Porto por Dame algo (1997).

2007
- Premio Biznaga de Plata al Mejor Actor de Reparto en el Festival de Cine Español de Málaga por Tuya siempre.

2008
- Nominación al Premio de la Unión de Actores a la Mejor interpretación secundaria de televisión por El síndrome de Ulises.

2009
- Nominación a los Premios Mayte de Teatro de Cantabria por "Los cuernos de don Friolera".[1]

2011
- Premio Kapital al Mejor Director de Teatro por "Sombra de perro".[2]